# NFL Europe 2004
Die NFL Europe 2004 war die zwölfte Spielzeit der Liga. Das World Bowl XII genannte Finale in der Arena auf Schalke in Gelsenkirchen gewann Berlin Thunder.

## Teilnehmer und Modus
Neu in der Liga waren die Cologne Centurions, die den FC Barcelona Dragons ersetzten. Damit kamen nun vier der sechs Teilnehmer aus Deutschland.
Die sechs Mannschaften spielten jeder gegen jeden in Hin- und Rückspiel. Die beiden ersten Mannschaften qualifizierten sich für das Finale, den World Bowl.
| Land                   | Team               | Spielort                        | Head Coach     | Platzierung 2003         |
| ---------------------- | ------------------ | ------------------------------- | -------------- | ------------------------ |
| Niederlande            | Amsterdam Admirals | Amsterdam ArenA                 | Bart Andrus    | 5.                       |
| Deutschland            | Berlin Thunder     | Olympiastadion Berlin           | Rick Lantz     | 6.                       |
| Deutschland            | Cologne Centurions | RheinEnergieStadion, Köln       | Peter Vaas     | —                        |
| Deutschland            | Frankfurt Galaxy   | Waldstadion, Frankfurt am Main  | Mike Jones     | 1., Sieger World Bowl    |
| Deutschland            | Rhein Fire         | Arena AufSchalke, Gelsenkirchen | Pete Kuharchek | 2., Verlierer World Bowl |
| Vereinigtes Konigreich | Scottish Claymores | Hampden Park, Glasgow           | Jack Bicknell  | 3.                       |

## Regular Season

### Übersicht
| ↓ Heim Auswärts →  | AMS   | BER   | COL   | FRA   | RHE   | SCO   |
| ------------------ | ----- | ----- | ----- | ----- | ----- | ----- |
| Amsterdam Admirals | •     | 17:28 | 17:10 | 21:17 | 22:12 | 17:19 |
| Berlin Thunder     | 33:29 | •     | 35:31 | 41:0  | 33:20 | 20:14 |
| Cologne Centurions | 18:23 | 28:27 | •     | 10:20 | 07:06 | 17:03 |
| Frankfurt Galaxy   | 34:11 | 27:31 | 24:17 | •     | 28:10 | 27:24 |
| Rhein Fire         | 20:13 | 10:14 | 26:25 | 14:20 | •     | 31:03 |
| Scottish Claymores | 00:03 | 19:27 | 20:28 | 13:15 | 13:12 | •     |

### Spiele
| Woche 1       | Woche 1          | Woche 1 | Woche 1            |
| Datum         | Heimteam         | Erg.    | Auswärtsteam       |
| ------------- | ---------------- | ------- | ------------------ |
| 3. April 2004 | Frankfurt Galaxy | 34:11   | Amsterdam Admirals |
| 4. April 2004 | Berlin Thunder   | 20:14   | Scottish Claymores |
| 4. April 2004 | Rhein Fire       | 26:25   | Cologne Centurions |

| Woche 2        | Woche 2            | Woche 2 | Woche 2            |
| Datum          | Heimteam           | Erg.    | Auswärtsteam       |
| -------------- | ------------------ | ------- | ------------------ |
| 10. April 2004 | Amsterdam Admirals | 17:28   | Berlin Thunder     |
| 10. April 2004 | Cologne Centurions | 10:20   | Frankfurt Galaxy   |
| 10. April 2004 | Rhein Fire         | 31:03   | Scottish Claymores |

| Woche 3        | Woche 3            | Woche 3 | Woche 3            |
| Datum          | Heimteam           | Erg.    | Auswärtsteam       |
| -------------- | ------------------ | ------- | ------------------ |
| 17. April 2004 | Frankfurt Galaxy   | 28:10   | Rhein Fire         |
| 18. April 2004 | Berlin Thunder     | 35:31   | Cologne Centurions |
| 18. April 2004 | Scottish Claymores | 00:03   | Amsterdam Admirals |

| Woche 4        | Woche 4            | Woche 4 | Woche 4            |
| Datum          | Heimteam           | Erg.    | Auswärtsteam       |
| -------------- | ------------------ | ------- | ------------------ |
| 24. April 2004 | Cologne Centurions | 17:03   | Scottish Claymores |
| 24. April 2004 | Rhein Fire         | 10:14   | Berlin Thunder     |
| 25. April 2004 | Amsterdam Admirals | 21:17   | Frankfurt Galaxy   |

| Woche 5     | Woche 5            | Woche 5 | Woche 5            |
| Datum       | Heimteam           | Erg.    | Auswärtsteam       |
| ----------- | ------------------ | ------- | ------------------ |
| 1. Mai 2004 | Frankfurt Galaxy   | 24:17   | Cologne Centurions |
| 2. Mai 2004 | Scottish Claymores | 13:12   | Rhein Fire         |
| 2. Mai 2004 | Berlin Thunder     | 33:29   | Amsterdam Admirals |

| Woche 6     | Woche 6            | Woche 6 | Woche 6            |
| Datum       | Heimteam           | Erg.    | Auswärtsteam       |
| ----------- | ------------------ | ------- | ------------------ |
| 8. Mai 2004 | Cologne Centurions | 28:27   | Berlin Thunder     |
| 9. Mai 2004 | Scottish Claymores | 13:15   | Frankfurt Galaxy   |
| 9. Mai 2004 | Rhein Fire         | 20:13   | Amsterdam Admirals |

| Woche 7      | Woche 7            | Woche 7 | Woche 7            |
| Datum        | Heimteam           | Erg.    | Auswärtsteam       |
| ------------ | ------------------ | ------- | ------------------ |
| 15. Mai 2004 | Amsterdam Admirals | 17:10   | Cologne Centurions |
| 16. Mai 2004 | Berlin Thunder     | 33:20   | Rhein Fire         |
| 16. Mai 2004 | Frankfurt Galaxy   | 27:24   | Scottish Claymores |

| Woche 8      | Woche 8            | Woche 8 | Woche 8            |
| Datum        | Heimteam           | Erg.    | Auswärtsteam       |
| ------------ | ------------------ | ------- | ------------------ |
| 21. Mai 2004 | Amsterdam Admirals | 17:19   | Scottish Claymores |
| 22. Mai 2004 | Frankfurt Galaxy   | 27:31   | Berlin Thunder     |
| 23. Mai 2004 | Cologne Centurions | 07:06   | Rhein Fire         |

| Woche 9      | Woche 9            | Woche 9 | Woche 9            |
| Datum        | Heimteam           | Erg.    | Auswärtsteam       |
| ------------ | ------------------ | ------- | ------------------ |
| 29. Mai 2004 | Scottish Claymores | 19:27   | Berlin Thunder     |
| 29. Mai 2004 | Rhein Fire         | 14:20   | Frankfurt Galaxy   |
| 30. Mai 2004 | Cologne Centurions | 18:23   | Amsterdam Admirals |

| Woche 10     | Woche 10           | Woche 10 | Woche 10           |
| Datum        | Heimteam           | Erg.     | Auswärtsteam       |
| ------------ | ------------------ | -------- | ------------------ |
| 5. Juni 2004 | Scottish Claymores | 20:28    | Cologne Centurions |
| 6. Juni 2004 | Berlin Thunder     | 41:0     | Frankfurt Galaxy   |
| 6. Juni 2004 | Amsterdam Admirals | 22:12    | Rhein Fire         |

### Tabelle
|    | Team               | S | N | U | SQ    | P+  | P−  | Heim | Ausw. |
| -- | ------------------ | - | - | - | ----- | --- | --- | ---- | ----- |
| 1. | Berlin Thunder     | 9 | 1 | 0 | 0.900 | 289 | 195 | 5–0  | 4–1   |
| 2. | Frankfurt Galaxy   | 7 | 3 | 0 | 0.700 | 212 | 192 | 4–1  | 3–2   |
| 3. | Amsterdam Admirals | 5 | 5 | 0 | 0.500 | 173 | 191 | 3–2  | 2–3   |
| 4. | Cologne Centurions | 4 | 6 | 0 | 0.400 | 191 | 201 | 3–2  | 1–4   |
| 5. | Rhein Fire         | 3 | 7 | 0 | 0.300 | 161 | 178 | 3–2  | 0–5   |
| 6. | Scottish Claymores | 2 | 8 | 0 | 0.200 | 128 | 197 | 1–4  | 1–4   |

Legende: Siege, Niederlagen, Unentschieden, SQ Siegquote, P+ erzielte Punkte, P−gegnerische Punkte, HeimHeimbilanz (Siege–Niederlagen), Ausw. Auswärtsbilanz (Siege–Niederlagen).

## World Bowl XII
Das Finale zwischen den beiden bestplatzierten Mannschaften, als World Bowl XII bezeichnet, fand am Samstag, 12. Juni 2004 in der Arena auf Schalke in Gelsenkirchen statt, des Heimstadions von Rhein Fire. Berlin Thunder stand in seiner sechsten Saison zum dritten Mal im Finale. Die Berliner hatten die World Bowls IX und X (2001 und 2002) gewonnen. Die Galaxy bestritt ihren sechsten World Bowl, drei Mal hatten die Frankfurter zuvor den World Bowl gewonnen.

### Spielablauf
|                        |                             |  | World Bowl XII |                           |                  |  |                                                            |
|                        | Gelsenkirchen 12. Juni 2004 |  | Berlin Thunder | \| \| 30 : 24 \| \| \| \| | Frankfurt Galaxy |  | Arena auf Schalke Zuschauer: 35.413 Referee: Bill Vinovich |
| (7:3, 3:7, 13:0, 7:14) | Gelsenkirchen 12. Juni 2004 |  | Berlin Thunder |                           | Frankfurt Galaxy |  | Arena auf Schalke Zuschauer: 35.413 Referee: Bill Vinovich |
|                        | 30 : 24                     |  |                |                           |                  |  |                                                            |
|                        |                             |  |                |                           |                  |  |                                                            |

Der World Bowl XII begann mit dem Ballbesitz der Galaxy. Nach vier Spielzügen und einer „Delay of Game“-Strafe versuchte Quarterback J. T. O’Sullivan einen Pass auf Runningback Skip Hicks zu werfen, der Pass wurde aber von Berlins Defensive Tackle Montique Sharpe abgefangen, der den Ball 28 Yards für einen Touchdown zurücktrug. Die Galaxy begannen ihren zweiten Drive an der eigenen 25-Yard-Linie. Nach 11 Spielzügen mit 66 Yards Raumgewinn musste sich die Galaxy mit einem 28-Yard-Fieldgoal durch Ralf Kleinmann begnügen. Im zweiten Viertel verhinderten beide Teams über weite Strecken, dass der jeweils andere punkten konnte. Erst in den letzten zwei Minuten der Halbzeit konnte J. T. O’Sullivan einen Drive über 5 Spielzüge und 55 Yards mit einem 8-Yard-Pass auf Wide Receiver Derrick Lewis abschließen. Weniger als eine Minute vor der Halbzeit erzielte  der Berliner Jonathan Ruffin nach einem Drive über 7 Spielzüge und 51 Yards in Gang ein 38-Yard-Field Goal, mit dem Thunder mit einer 10:7-Führung in die Halbzeit ging.
Im zweiten Drive der Berliner im dritten Viertel gab Quarterback Rohan Davey in einem Trickspielzug den Ball zu Wide Receiver Richard Alston, der wiederum einen 60-Yard-Touchdown-Pass zu Wide Receiver Chas Gessner warf. Später bauten die Thunder ihre Führung durch ein 42-Yard-Field Goal durch Ruffin auf 23:10 aus. Im vierten Viertel lief Thunder-Runningback Eric McCoo 69 Yards für einen Touchdown. Knapp sechs Minuten vor Spielende lag Thunder damit 30:10 vorne. Die Galaxy legte schnell zu und O’Sullivan schloss einen Drive über 5 Spielzüge und 64 Yards mit einem 17-Yard-Touchdown-Pass auf Wide Receiver Drew Haddad ab. Beim nächsten Drive warf O’Sullivan einen 19-Yard-Pass zu Derrick Lewis zum 24:30. Thunder konnte nun aber die Uhr bis auf null herunterspielen und den dritten World Bowl in vier Jahren holen.
Zum Most Valuable Player des World Bowl XII wurde Runningback Eric McCoo gewählt.